# Olympische Winterspiele 2010/Teilnehmer (Rumänien)
| Gelbes Symbol für Goldmedaillen mit stilisierten Olympischen Ringen | Graues Symbol für Silbermedaillen mit stilisierten Olympischen Ringen | Braundes Symbol für Bronzemedaillen mit stilisierten Olympischen Ringen |
| ------------------------------------------------------------------- | --------------------------------------------------------------------- | ----------------------------------------------------------------------- |
| —                                                                   | —                                                                     | —                                                                       |

Rumänien nahm an den Olympischen Winterspielen 2010 im kanadischen Vancouver mit 28 Sportlern in acht Sportarten teil.

## Flaggenträger

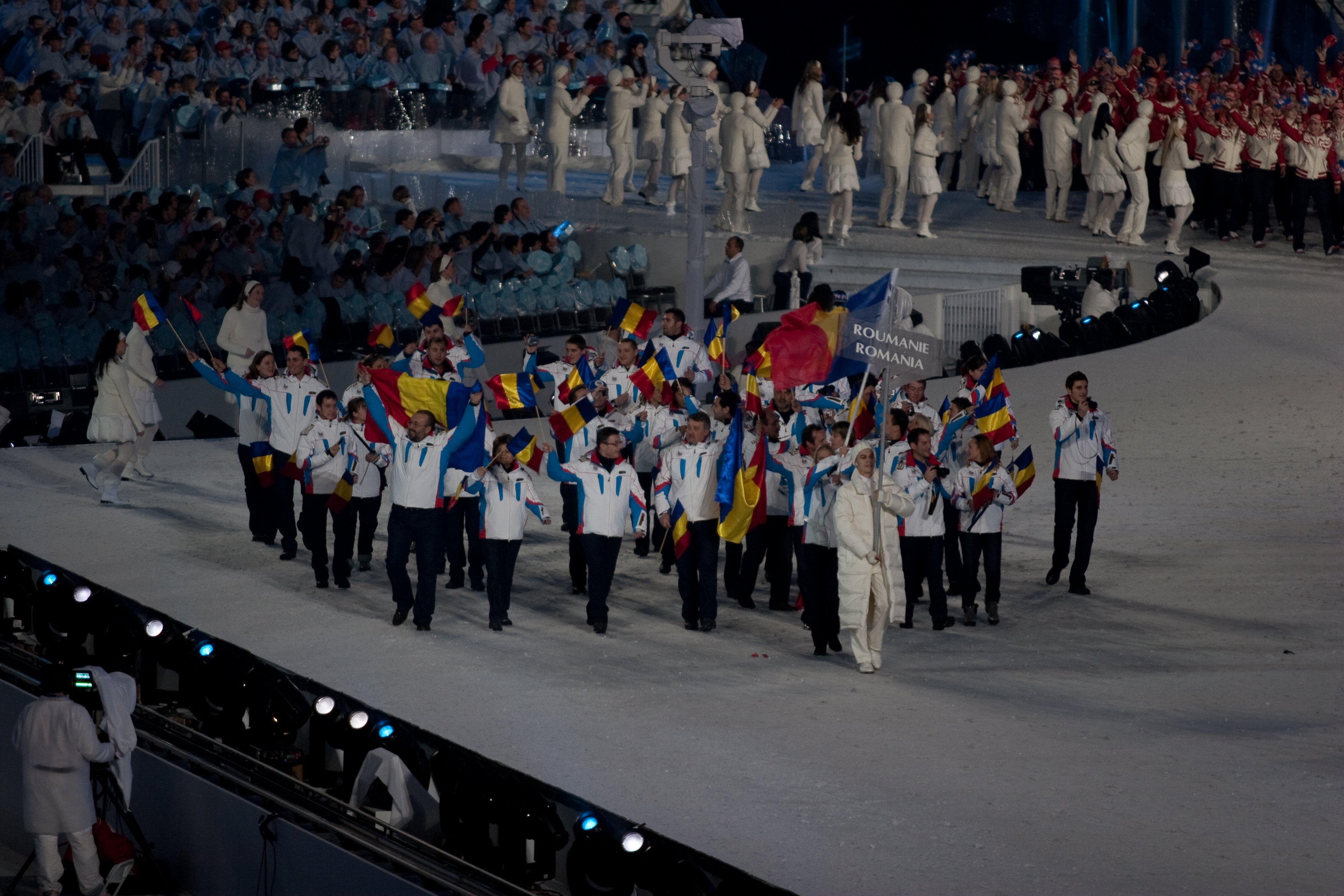
Einmarsch der rumänischen Delegation

Die Flagge Rumäniens wurde während der Eröffnungsfeier von der Biathletin Éva Tófalvi getragen.

## Teilnehmer nach Sportarten

### Biathlon
Frauen
- Dana Cojocea
Sprint (7,5 km): 49. Platz
Verfolgung (10 km): 52. Platz
Einzel (15 km): 81. Platz
Staffel (4 × 6 km): 10. Platz
- Réka Ferencz
Einzel (15 km): 74. Platz
Staffel (4 × 6 km): 10. Platz
- Mihaela Purdea
Sprint (7,5 km): 39. Platz
Verfolgung (10 km): 49. Platz
Einzel (15 km): 41. Platz
Staffel (4 × 6 km): 10. Platz
- Alexandra Stoian
Sprint (7,5 km): 85. Platz
- Éva Tófalvi
Sprint (7,5 km): 14. Platz
Verfolgung (10 km): 19. Platz
Massenstart (12,5 km): 24. Platz
Einzel (15 km): 11. Platz
Staffel (4 × 6 km): 10. Platz

### Bob
| Männer - Florin Crăciun Zweierbob: 11. Platz Viererbob: 15. Platz - Ioan Dovalciuc Viererbob: 15. Platz - Nicolae Istrate Zweierbob: 11. Platz Viererbob: 15. Platz - Ionuț Andrei Viererbob: 15. Platz | Frauen - Carmen Radenovic Zweierbob: 15. Platz - Alina Savin Zweierbob: 15. Platz |

### Eiskunstlauf
| Athleten       | Kurzprogramm | Kurzprogramm | Kür           | Kür           | Punkte        | Rang |
| Athleten       | Punkte       | Rang         | Punkte        | Rang          | Punkte        | Rang |
| -------------- | ------------ | ------------ | ------------- | ------------- | ------------- | ---- |
| Herren         |              |              |               |               |               |      |
| Zoltán Kelemen | 51,95        | 29.          | ausgeschieden | ausgeschieden | ausgeschieden | 29.  |

### Freestyle-Skiing
Frauen
- Ruxandră Nedelcu
Skicross : 33. Platz

### Rennrodeln
| Männer - Valentin Crețu 31. Platz | Frauen - Mihaela Chiraș DNF - Raluca Strămăturaru Doppelsitzer: 21. Platz | Doppelsitzer - Cosmin Chetroiu & Ionuț Țăran 17. Platz - Andrei Anghel & Paul Ifrim 20. Platz |

### Shorttrack
Frauen
- Katalin Kristo
1500 m: 24. Platz

### Skeleton
Frauen
- Maria Mazilu
19. Platz

### Ski Alpin
| Männer - Ioan Nan Riesenslalom: 49. Platz Slalom: DNF - Dragoș Staicu Abfahrt: DNF | Frauen - Edith Miklós Abfahrt: DNF |

### Skilanglauf
| Männer - Petrică Hogiu 15 km Freistil: 57. Platz 30 km Doppelverfolgung: DNF Teamsprint (Freistil): 17. Platz - Paul Constantin Pepene 15 km Freistil: 37. Platz 30 km Doppelverfolgung: 29. Platz Teamsprint (Freistil): 17. Platz | Frauen - Monika György Einzel-Sprint (klassisch): 44. Platz 10 km Freistil: 42. Platz 30 km Massenstart (klassisch): 46. Platz 15 km Doppelverfolgung: 54. Platz |